# Tanjung Bale
Tanjung Bale is een bestuurslaag in het regentschap Padang Lawas van de provincie Noord-Sumatra, Indonesië. Tanjung Bale telt 581 inwoners (volkstelling 2010).